# Frank van den Broek
Frank van den Broek (Warmond, 28 december 2000) is een Nederlands wegwielrenner, die anno 2024 rijdt voor Team Picnic PostNL.

## Carrière
In 2023 debuteerde Van den Broek op Europees niveau bij de Nederlandse formatie ABLOC CT. In zijn eerste jaar als continentale renner schreef hij onder andere het eindklassement en de vierde etappe van de Ronde de l'Oise op zijn naam, won hij de prijs van de strijdlust in de Elfstedenronde Brugge en maakte hij indruk op het NK bij het tijdrijden en in de wegwedstrijd. 
Gedurende het seizoen vertrok hij naar Development Team dsm-firmenich. In de vierde etappe van de Ronde van het Qinghaimeer wist hij te winnen met zo'n twee minuten voorsprong op de nummer twee, Stefano Gandin. Beide renners waren samen het merendeel van de wedstrijd in de aanval.
Van den Broek maakte voor het seizoen 2024 de overstap naar Team dsm-firmenich PostNL. In de ronde van Frankrijk 2024 finishte hij in de 1e etappe als tweede. De kopman van zijn ploeg, Romain Bardet, won en kreeg de gele trui. Van den Broek was na de 1e etappe leider in het jongerenklassement en het puntenklassement en droeg zodoende in de 2e etappe de groene trui.
De renner woont in Voorhout, gemeente Teylingen. Vanwege zijn sportpresentaties ontving hij in juni 2025 de Teylinger Sportprijs.

## Palmares

### Wegwielrennen
2023
4e etappe Ronde de l'Oise
Eindklassement, Ronde de l'Oise
4e etappe Ronde van het Qinghaimeer
5e etappe Ronde van de Elzas
2024
6e etappe Ronde van Turkije
Eindklassement Ronde van Turkije

## Resultaten in voornaamste wedstrijden
| Jaar | Ronde van Italië | Ronde van Frankrijk | Ronde van Spanje |
| ---- | ---------------- | ------------------- | ---------------- |
| 2024 |                  | 62e                 |                  |
| 2025 |                  | 39e                 |                  |

| Jaar | Ronde van Vlaanderen | Amstel Gold Race | Waalse Pijl | Clásica San Sebastián |  | WK op de weg |
| ---- | -------------------- | ---------------- | ----------- | --------------------- |  | ------------ |
| 2024 | opgave               | 61e              | opgave      |                       |  | opgave       |
| 2025 |                      | 26e              |             | 84e                   |  |              |

## Ploegen
- 2023 –  ABLOC CT (tot en met 16-07)
- 2023 –  Development Team dsm-firmenich (vanaf 17-07)
- 2024 –  Team dsm-firmenich PostNL
- 2025 –  Team Picnic PostNL

Andresen · Bardet · Barguil · Van den Berg · Bevin · Bittner · Van den Broek · Combaud · Degenkolb · Dinham · Eddy · Edmondson · Eekhoff · Hamilton · Jakobsen · Leemreize · Leijnse · Liepiņš · Märkl · Naberman · Onley · Poole · Roosen · Tusveld · van Uden · Vermaerke · Welten · Koerdt (stagiair)